# Шестаєвська сільська рада
Шеста́євська сільська рада (рос. Шестаевский сельский совет) — муніципальне утворення у складі Давлекановського району Башкортостану, Росія. Адміністративний центр — село Шестаєво.

## Населення
Населення — 594 особи (2014, 722 в 2010, 813 в 2002).

## Склад
До складу поселення входять такі населені пункти:
| Населений пункт     | Населення, осіб (2002) | Населення, осіб (2010) |
| ------------------- | ---------------------- | ---------------------- |
| Івангород, присілок | 430                    | 377                    |
| Політотділ, село    | 210                    | 191                    |
| Такмак, присілок    | 6                      | 0                      |
| Шестаєво, село      | 167                    | 154                    |